# Палмер, Карлтон
Карлтон Ллойд Палмер (англ. Carlton Lloyd Palmer; 5 декабря 1965, Роули Реджис, Англия) — английский футболист, выступавший на позиции полузащитника; футбольный тренер.

## Клубная карьера
Палмер начал свою карьеру в «Вест Бромвич Альбион», подписав профессиональный контракт с клубом в декабре 1984 года. Он дебютировал за команд в сентябре 1985 года, выйдя на замену в матче против «Ньюкасл Юнайтед». Был признан лучшим игроком команды в 1988 году. В общей сложности провёл за клуб в чемпионатах Англии 121 матч, в которых отличился 4 раза. В феврале 1989 года сменил команду, новым коллективом игрока стал «Шеффилд Уэнсдей». Сумма сделки составила £750 тыс. Не смог сыграть в победном для своей команды финале Кубка лиги 1991 года, из-за полученной ранее дисквалификации.
В июне 1994 года перешёл в «Лидс Юнайтед», а бывший клуб игрока получил компенсацию в размере £2,6 млн. За «павлинов» Палмер сыграл 205 встреч, забив в них 14 раз. Такой показатель является лучшим в карьере для полузащитника.
В сентябре 1997 года полузащитника подписал «Саутгемптон», трансфер обошёлся клубу в £1 млн. На стадионе в раздевалке он был «резким, неуклюжим и склонным к спорам», но на поле — «решительным, трудолюбивым и настойчивым», а длинные ноги сделали его «конкурентоспособным игроком». В начале 1999 года стал игроком «Ноттингем Форест», стоимость перехода составила £1,1 млн. Его единственный гол был забит в ворота «Гримсби Таун», а встреча завершилась со счётом 2:1.
Он также играл за «Ковентри Сити», забив лишь однажды: в матче с «Ньюкаслом» была одержана победа — 4:1. В сезоне 2000/01 был арендован «Уотфордом» на три месяца. Также аренду игрока оформил его бывший клуб «Шеффилд Уэнсдей». После окончания действия соглашения, он совмещал должности игрока и тренера в «Стокпорт Каунти». В августе 2004 стал игроком ирландского «Дублин Сити».

## Карьера в сборной
Выступал за молодежную и вторую сборные Англии. Все 18 игр в первой сборной Палмер провёл под руководством Грэма Тейлора. Единственный гол за главную команду забил в ворота Сан-Марино. Участник Чемпионата Европы 1992 года в Швеции.

## Тренерская карьера
Деятельность Карлтона как тренера началась в ноябре 2001 года, когда после завершения контракта с «Шеффилдом», он стал играющим тренером в «Стокпорт Каунти». Он был уволен из клуба в сентябре 2003 года после неудачного старта в сезоне.
В ноябре 2004 года «Мансфилд Таун» искал замену Кит Керлу, временно отстранённому из-за обвинений в издевательстве над игроком молодежной команды. Поскольку клуб нуждался в тренере, председатель клубного правления предложил Палмеру возглавить клуб, на что он дал своё согласие, на безвозмездной основе. Позже Керл был вовсе уволен, а Карлтон подписал контракт сроком до 2006 года. В сентябре 2005 года, после того, как клуб проиграл «Рочдейлу» со счетом 2:0 и приблизился к зоне вылета в Лигу 2, Палмер ушел с поста менеджера, сказав: «У меня была хорошая карьера, и нет желания терпеть оскорбления толпы. Кит Хэслэм, председатель правления «Мансфилда», мой хороший друг, и я хочу, чтобы так и оставалось, поэтому я ухожу с поста главного тренера».
В апреле 2021 года получил должность главного тренера клуба «Грэнтем Таун». 14 сентября, в возрасте 55 лет, вышел на поле в роли играющего тренера, заменив себя на травмированного игрока в матче с «Аштон Юнайтед». 9 ноября подал в отставку с поста главного тренера, поскольку вместе с ним ушёл и Даррен Эштон, пригласивший его работать на эту должность.

## Личная жизнь
В 1997 году Палмер был признан виновным по делу о сексуальном насилии после того, как лапал несовершеннолетнюю девушку, вследствие чего был оштрафован на £600. Позже футболист подал апелляцию на обвинительный приговор, но он был отклонен. Палмер владел онлайн-агентством недвижимости в Шеффилде под названием «The Home Game», прекратившее свою деятельность в августе 2008 года. В марте 2009 года снялся в Paddy Power TV, где принимал ванну с футбольным фанатом. 
В июне 2010 года снялся в футбольном выпуске Come Dine with Me, где занял 1 место и выиграл £1 тыс., которые пожертвовал на благотворительность. В 2012 году основал футбольную академию, где сам выступал в роли тренера. С августа 2014 года Карлтон стал спортивным директором Wellington College в Шанхае. В декабре 2016 года Палмеру потребовалась жизненно необходимая пятичасовая операция на сердце, по окончании которой его здоровье нормализовалось.

## Достижения
Шеффилд Уэнсдей
- Победитель Кубка лиги: 1990/91
- Финалист Кубка лиги: 1992/93
- Финалист Кубка Англии: 1992/93

Лидс Юнайтед
- Финалист Кубка лиги: 1995/96